# Bergtjärnen (Brunflo socken, Jämtland)
Bergtjärnen är en sjö i Östersunds kommun i Jämtland och ingår i Indalsälvens huvudavrinningsområde.